# Station Courghain
Station Courghain is een spoorwegstation in de Franse gemeente Groot-Sinten op de spoorlijn Coudekerque-Branche - Les Fontinettes. Het wordt bediend door de treinen van de TER-Nord-Pas-de-Calais. De naam verwijst naar de vroegere visserswijk.